# Northumberland County (Pennsylvania)
Northumberland County ist ein County im Bundesstaat Pennsylvania der Vereinigten Staaten. Bei der Volkszählung im Jahr 2020 hatte der County 91.647 Einwohner und eine Bevölkerungsdichte von 77 Einwohner pro Quadratkilometer. Der Verwaltungssitz (County Seat) ist Sunbury.

## Geographie
Das County hat eine Fläche von 1236 Quadratkilometern, davon sind 45 Quadratkilometer (4,0 %)  Wasserfläche. Es fällt in das Einzugsgebiet des Susquehanna River. Zu den größeren Fließgewässern im County gehören (von Norden nach Süden) West Branch Susquehanna River, Chillisquaque Creek, Shamokin Creek und Mahanoy Creek.
Die höchsten Erhebungen im County sind der 433 m hohe Mahanoy Mountain und der Little Mountain, der sich im County auf 402 m erhebt.
Die Hauptstraßen innerhalb des Countys sind:
- Interstate 80
- Interstate 180
- U.S. Highway 11
- U.S. Highway 15
- Pennsylvania Route 44
- Pennsylvania Route 54
- Pennsylvania Route 61
- Pennsylvania Route 147

## Geschichte
Das County wurde am 22. März 1772 gebildet und nach der englischen Grafschaft Northumberland benannt.

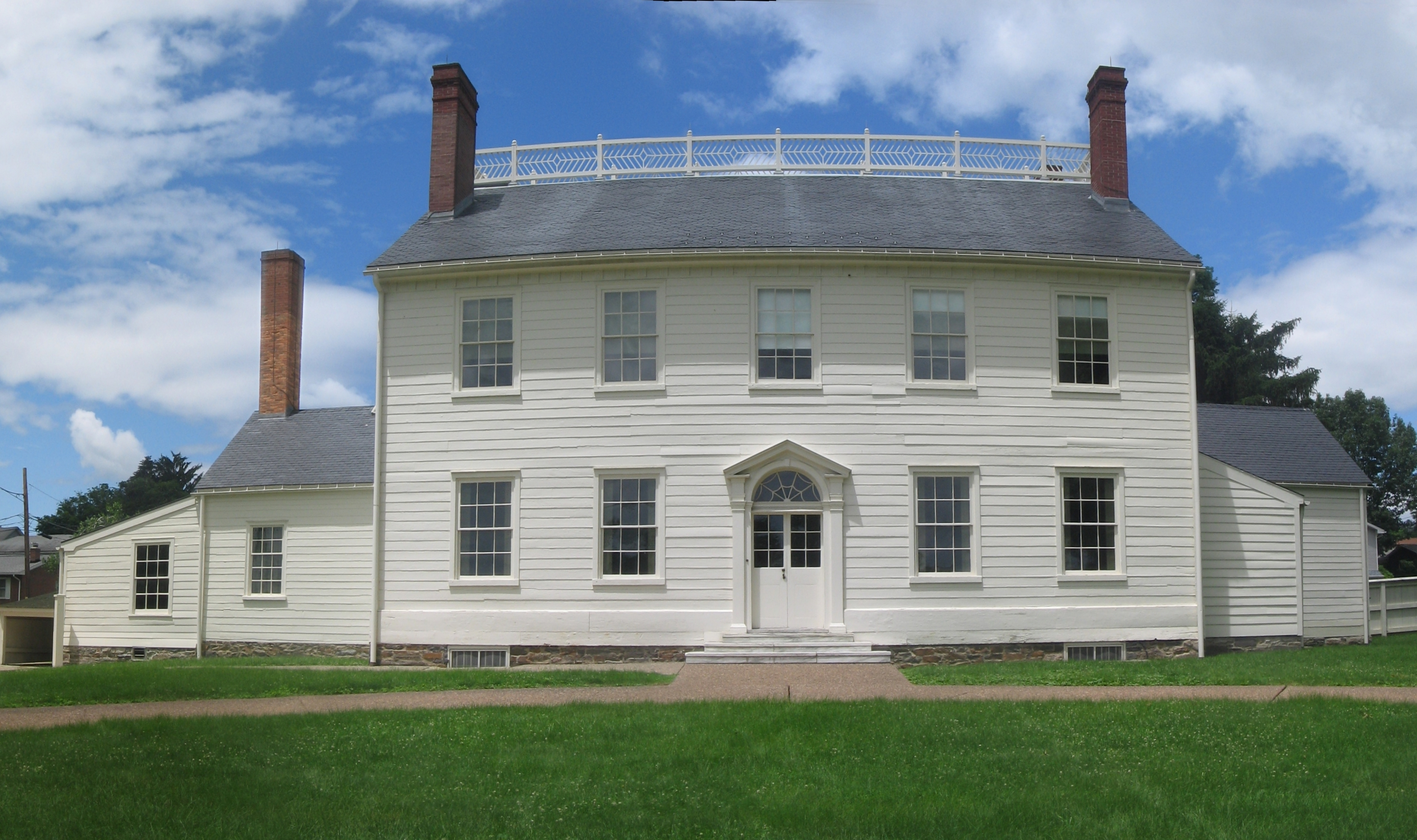
Frontfassade Joseph Priestley House

Ein Ort im County hat den Status einer National Historic Landmark, das Joseph Priestley House. 28 Bauwerke und Stätten des Countys sind im National Register of Historic Places (NRHP) eingetragen (Stand 24. Juli 2018).

## Demographie
Zum Zeitpunkt des United States Census 2000 bewohnten das Northumberland County 94.556 Personen. Die Bevölkerungsdichte betrug 79 Personen pro km². Es gab 43.164 Wohneinheiten, durchschnittlich 36 pro km². Die Bevölkerung des Northumberland Countys bestand zu 97,09 % aus Weißen, 1,52 % Schwarzen oder African American, 0,10 % Native American, 0,22 % Asian, 0,02 % Pacific Islander, 0,47 % gaben an, anderen Rassen anzugehören und 0,58 % nannten zwei oder mehr Rassen. 1,10 % der Bevölkerung erklärten, Hispanos oder Latinos jeglicher Rasse zu sein.
Die Bewohner des Northumberland Countys verteilten sich auf 38.835 Haushalte, von denen in 27,3 % Kinder unter 18 Jahren lebten. 52,4 % der Haushalte stellten Verheiratete, 9,6 % hatten einen weiblichen Haushaltsvorstand ohne Ehemann und 34,1 % bildeten keine Familien. 30,2 % der Haushalte bestanden aus Einzelpersonen und in 15,5 % aller Haushalte lebte jemand im Alter von 65 Jahren oder mehr alleine. Die durchschnittliche Haushaltsgröße betrug 2,34 und die durchschnittliche Familiengröße 2,89 Personen.
Die Bevölkerung verteilte sich auf 21,9 % Minderjährige, 7,0 % 18–24-Jährige, 27,7 % 25–44-Jährige, 24,4 % 45–64-Jährige und 19,0 % im Alter von 65 Jahren oder mehr. Der Median des Alters betrug 41 Jahre. Auf jeweils 100 Frauen entfielen 96,3 Männer. Bei den über 18-Jährigen entfielen auf 100 Frauen 92,8 Männer.
Bei der Volkszählung 2000 hatten 32,5 % deutsche, 12,9 % polnische, 9,9 % amerikanische, 8,2 % italienische, 8,1 % irische und 5,8 % niederländische Vorfahren. 95,8 % der Bevölkerung sprachen Englisch und 1,5 % Spanisch als ihre erste gesprochene Sprache.
Im Jahr 1990 kamen im Northumberland County 1167 Kinder zur Welt. Im Jahr 2000 ging die Geburtenzahl auf 919 Geburten zurück. 2011 kamen 961 Babys lebend zu Welt.

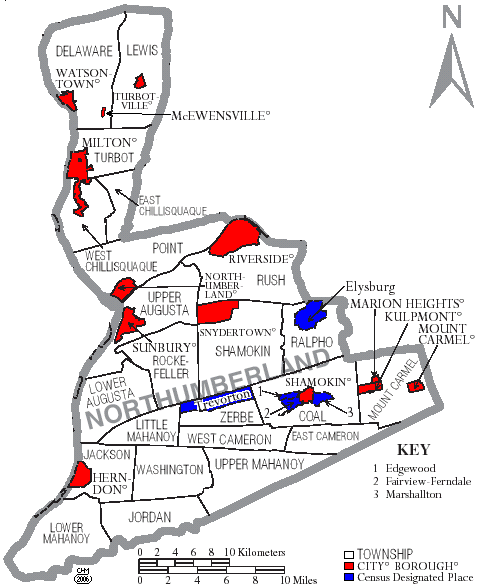
Karte des Northumberland Countys

## Townships
| - Coal Township - Delaware Township - East Cameron Township - East Chillisquaque Township - Jackson Township - Jordan Township - Lewis Township - Little Mahanoy Township | - Lower Augusta Township - Lower Mahanoy Township - Mount Carmel Township - Point Township - Ralpho Township - Rockefeller Township - Rush Township - Shamokin Township | - Turbot Township - Upper Augusta Township - Upper Mahanoy Township - Washington Township - West Cameron Township - West Chillisquaque Township - Zerbe Township |

## Citys und Boroughs
| - Shamokin (City) - Sunbury (City und County Seat) | - Herndon - Kulpmont - Marion Heights - McEwensville - Milton - Mount Carmel | - Northumberland - Riverside - Snydertown - Turbotville - Watsontown |

## Census-designated places
| - Edgewood - Elysburg | - Fairview-Ferndale - Marshallton | - Trevorton |

## Micropolitan Statistical Area

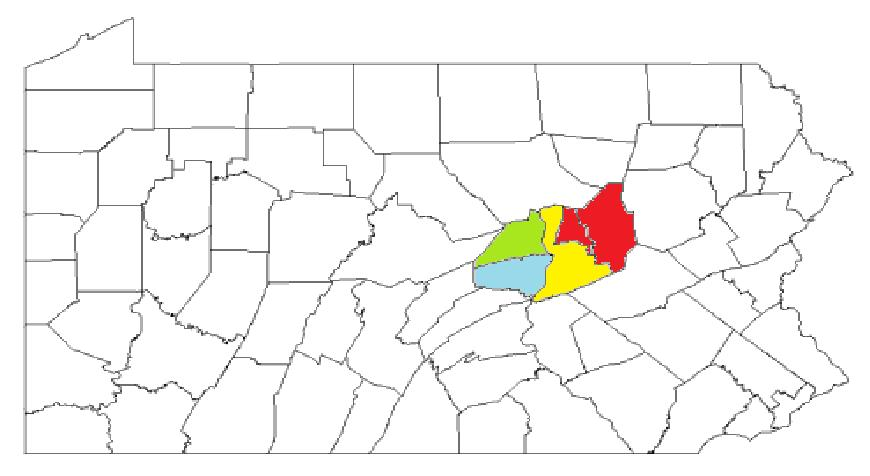
Lage der Bloomsburg-Berwick-Sunbury, PA Combined Statistical Area (CSA), bestehend aus:
Bloomsburg-Berwick, PA Metropolitan Statistical Area (MSA)
Sunbury, PA Micropolitan Statistical Area (μSA)
Lewisburg, PA Micropolitan Statistical Area (μSA)
Selinsgrove, PA Micropolitan Statistical Area (μSA)

Das Office of Management and Budget hat das Northumberland County als Sunbury, PA Micropolitan Statistical Area (µSA) ausgewiesen. Aufgrund der beim United States Census 2010 ermittelten Einwohnerzahlen rangiert die Micropolitan Statistical Area mit 94.528 Einwohnern als nach Einwohnern zweitgrößte im Bundesstaat Pennsylvania und an 37. Stelle in den Vereinigten Staaten. Das Northumberland County ist außerdem Bestandteil der Bloomsburg-Berwick-Sunbury, PA Combined Statistical Area (CSA), zu der außer dem Northumberland County auch die Gebiete von Columbia County, Montour County, Snyder County und Union County gehören. Diese Combined Statistical Area war 2010 mit 264.739 Einwohnern die achtgrößte im Bundesstaat und landesweit an 115. Stelle.

## Filme
Die Hauptfiguren des Films Niemals Selten Manchmal Immer kommt aus dem Northumberland County.